# پوهل
پوهل (به آلمانی: Pöhl) یک شهر در آلمان است که در فوگتلاندکرایس واقع شده‌است. پوهل ۲٬۸۸۲ نفر جمعیت دارد.